# تامار تادئوسیان
تامار سارگسی تادئوسیان (ارمنی: Թամարա Սարգսի Թադևոսյան؛  زادهٔ ۳۰ نوامبر ۱۹۲۲- درگذشته نامعلوم ) داروساز اهل ارمنستان بود.

## زندگی‌نامه
وی در ۳۰ نوامبر ۱۹۲۲ در ایروان به دنیا آمد و از دانشگاه پزشکی دولتی ایروان فارغ‌التحصیل گشت. همچنین برندهٔ جوایزی همچون مدال مخیتار هراتسی (۲۰۰۰) و نشان پیش‌کسوت کار شده است.

## یادداشت
1. ↑  բժշկական գիտությունների դոկտոր